# ترزاسکویس، استان بزرگ لهستان
ترزاسکویس، استان بزرگ لهستان (به لاتین: Trzaskowice, Greater Poland Voivodeship) یک منطقهٔ مسکونی در لهستان است که در Gmina Chodzież واقع شده‌است.

## خصوصیات
ترزاسکویس ۵۱ نفر جمعیت دارد.